# La Chapelle-Iger
La Chapelle-Iger – miejscowość i gmina we Francji, w regionie Île-de-France, w departamencie Sekwana i Marna.
Według danych na rok 1990 gminę zamieszkiwały 134 osoby, a gęstość zaludnienia wynosiła 15 osób/km² (wśród 1287 gmin regionu Île-de-France La Chapelle-Iger plasuje się na 1040. miejscu pod względem liczby ludności, natomiast pod względem powierzchni na miejscu 429.).